# Symphyogyna rectidens
Symphyogyna rectidens là một loài rêu trong họ Pallaviciniaceae. Loài này được Grolle mô tả khoa học đầu tiên năm 1986.